# R.D. 7
Lo R.D. 7 è stata una nave dragamine della Regia Marina affondata durante la seconda guerra mondiale il 15 giugno 1942 per l'urto contro una mina.

## Storia
Costruita nei cantieri navali Tosi di Taranto, la Regia Nave R.D. 7 fu varata il 28 settembre 1916 ed entrò in servizio nella Regia Marina il 2 marzo 1917. Durante la prima guerra mondiale non effettuò operazioni di rilievo; al termine della guerra venne assegnato al Gruppo Dragamine dell'Alto Adriatico.
Nel corso degli anni trenta del XX secolo il cannone antinave ed antiaereo da 76/40 mm (avente elevazione di 75°) venne sostituito con un cannone antinave da 76/50 (con elevazione di 20°), prelevato da una nave da battaglia della Classe Conte di Cavour o della Doria in corso di riammodernamento. Per ovviare ai problemi di stabilità causati dal maggior peso del nuovo cannone rispetto a quello precedente, la nave dovette essere appesantita in carena.
All'atto dell'entrata in guerra del Regno d'Italia, avvenuta il 10 giugno 1940, la nave era inquadrata nella XXI Flottiglia dragamine con base a Venezia e fu impiegata sulle rotte di sicurezza dell'Alto Adriatico.  La sua velocità massima fu decrementata da 14 a 9 nodi a causa della vetustà dell'apparato motore. Il 26 marzo 1941 lo R.D. 7, al comando del tenente di vascello Salvatore Galàtola, venne inviato nelle acque della zona di confine tra l'Albania e la Grecia, dove infuriavano i combattimenti.
Nel maggio 1941, dopo la capitolazione della Grecia, lo R.D. 7venne dislocato nel porto del Pireo (sostando a Patrasso durante il viaggio di trasferimento), entrando in servizio, insieme allo R.D. 27 ed ai posamine Albona e Rovigno, alla II Squadriglia della neo-costituita XXXIX Flottiglia dragamine. L'unità operò sulle rotte di arrivo al Pireo, principalmente tra le isole del Golfo Saronico, agli ordini del Comando Gruppo Navale dell'Egeo Settentrionale (Marisudest). Si tratta di uno dei primi dragamine italiani inviati nella Grecia appena occupata.
La sera del 14 giugno 1942 partì, al comando del sottotenente del CREM (Corpo Reali Equipaggi Marittimi) Vito Guglielmi, per effettuare una missione di vigilanza nel golfo di Atene, fra le isole di Aegina e di Muni. La navigazione fu tranquilla sino alle 07:15 del mattino del giorno successivo, 15 giugno, quando urtò contro una mina di un vecchio sbarramento greco. Lo R.D. 7 affondò in pochi secondi e le barche di pescatori partite da Perdika (un villaggio sull'isola di Egina) riuscirono a salvare solo sei uomini. Nell'affondamento della nave, secondo i diari di guerra del comando navale tedesco dell'Attica (Kommandant der Seeverteidigung Attika), perirono il comandante Guglielmi ed altri diciassette membri dell'equipaggio, mentre per l'autore Aldo Fraccaroli i morti furono oltre venti, oltre al comandante Guglielmi, mentre i superstiti solo cinque.
La mina su cui il dragamine era saltato faceva parte di un vecchio sbarramento greco di 115 ordigni, posato al largo di Methana tra le isole di Moni, Egina e San Giorgio, nella notte tra il 29 ed il 30 ottobre 1940, dai posamine ellenici Strymon ed Aliakmon, scortati dal cacciatorpediniere Vassilissa Olga. La posizione dello sbarramento era conosciuta alle autorità tedesche, che si erano fatte consegnare i piani dei campi minati all'atto della resa della Grecia e li avevano incorporati nel proprio sistema difensivo.
Il relitto dello R.D. 7, localizzato nell’agosto 2010, si trova in assetto di navigazione su un fondale sabbioso/fangoso in pendenza, ad una profondità compresa tra i 96 ed i 102 metri, con “rotta” 275°. Nell'aprile 2014 è stato esplorato e fotografato da sommozzatori greci.

### Annotazioni
1. ↑  Le mine, del tipo Vickers, formavano una fila, che iniziava al largo del faro dell'isola di Moni e si estendeva per 5.700 metri sino all'isola di Agios Georgios, di ordigni distanziati tra loro di 50 metri, ad una profondità di tre metri.

### Fonti
1. 1 2 3 4 5 6 7 8 9  Con la pelle appesa a un chiodo.
2. 1 2  La voce del marinaio.
3. ↑  Bagnasco 1996, p. 23.
4. ↑  Tognelli 1965, p. 87.
5. ↑  Fraccaroli 1982, p. 110.
6. ↑  Bagnasco 1996, p. 16.
7. 1 2 3 4  Grafasdiving.